# Stana Tomašević

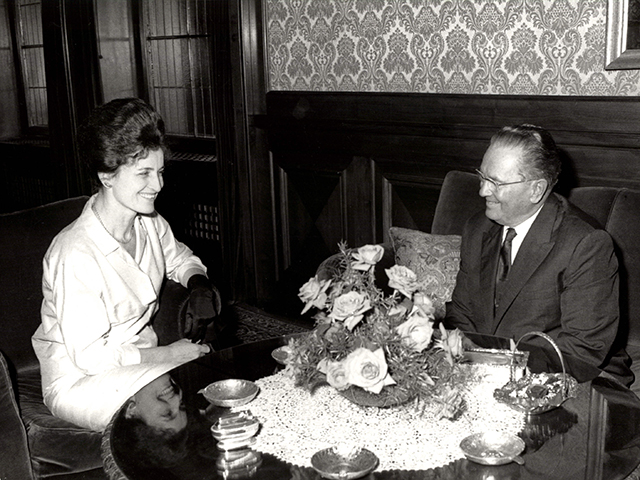
Stana Tomašević con el Presidente de Yugoslavia Josip Broz Tito en Belgrado, 1963

Stana Tomašević (1920-1983) fue una oficial partisana yugoslava durante la Segunda Guerra Mundial, modelo, política y diplomática yugoslava, que se desempeñó como presidenta de la Cámara Federal de 1979 a 1982.

## Biografía
Nació en Montenegro y estudió para ser maestra. Se graduó poco antes de que el Reino de Italia ocupara Montenegro en 1941. Como una joven patriota idealista, inmediatamente se unió a los partisanos y se convirtió en la primera mujer comisaria en Yugoslavia. Fue herida en dos ocasiones y terminó la guerra muy condecorada con el grado de coronel. En mayo de 1944, los alemanes intentaron capturar a Josip Broz Tito en la ciudad bosnia de Drvar; el batallón de Stana jugó un papel importante en la defensa de Tito. Mientras estaba en Drvar, el fotógrafo militar británico John Talbot tomó fotografías inspiradoras de ella que se lanzaron como folletos sobre Europa para alentar la resistencia a los ocupantes. Las fotos se hicieron ampliamente conocidas por los combatientes de la resistencia europea. Su hermano Duško fue asesinado por chetniks mientras luchaba en Bosnia.
Después de la guerra, se desempeñó como ministra federal en el gobierno yugoslavo y fue la primera mujer embajadora del país, en Noruega e Islandia (1963-1967) y luego en Dinamarca (1974-1978). En Noruega conoció y se casó con el cineasta Eugen Arnesen, quien falleció en 1969. Murió de cáncer en 1983, poco después de retirarse como presidenta de la Cámara Federal del Parlamento Yugoslavo, siendo la mujer de más alto rango del país en ese momento.